# Présidence d'Armand Fallières
Président de la République française
Présidence d'Émile Loubet Présidence de Raymond Poincaré
La présidence d'Armand Fallières dure du 18 février 1906 au 18 février 1913. Il est élu président de la République française le 17 janvier 1906 sous la bannière de l'Alliance républicaine démocratique pour un mandat de sept ans.
Il ne se représente pas à l'issue de son septennat.